# Corimbo

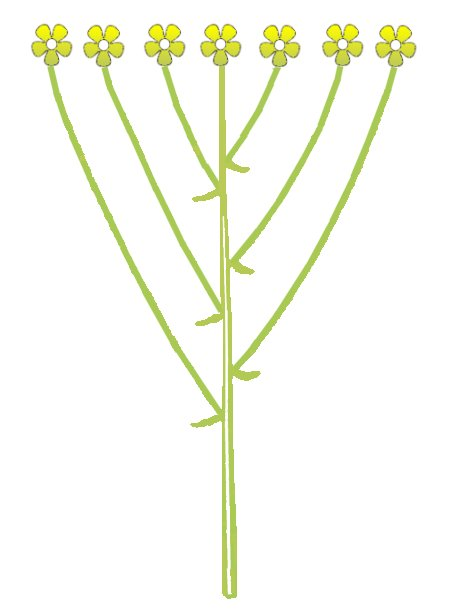
Esquema de un corimbo.

Corimbo es un tipo de inflorescencia abierta, racemosa o racimosa en la que el eje es corto y los pedicelos de las flores son largos y salen a diferentes alturas del eje. El largo de cada pedicelo floral es tal, que todas las flores del corimbo abren a un mismo nivel. Ejemplos de especies que presentan inflorescencias en corimbo son el peral (Pyrus), el guindo (Prunus) o los Viburnum. 
Algunas especies presentan inflorescencias heterogéneas basadas en un corimbo, por ejemplo un corimbo de capítulos en Achillea. 

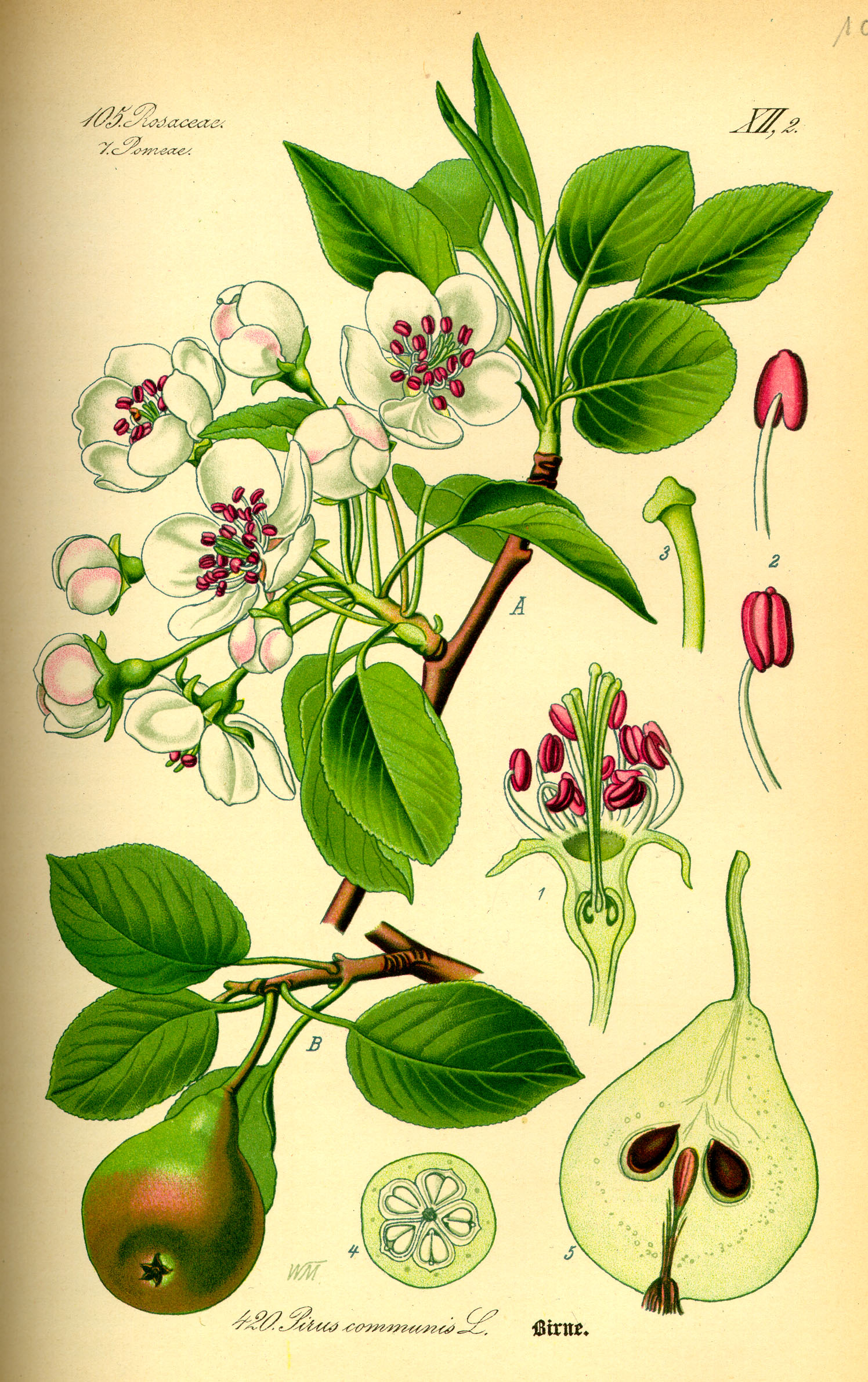
Corimbo en peral (Pyrus communis).

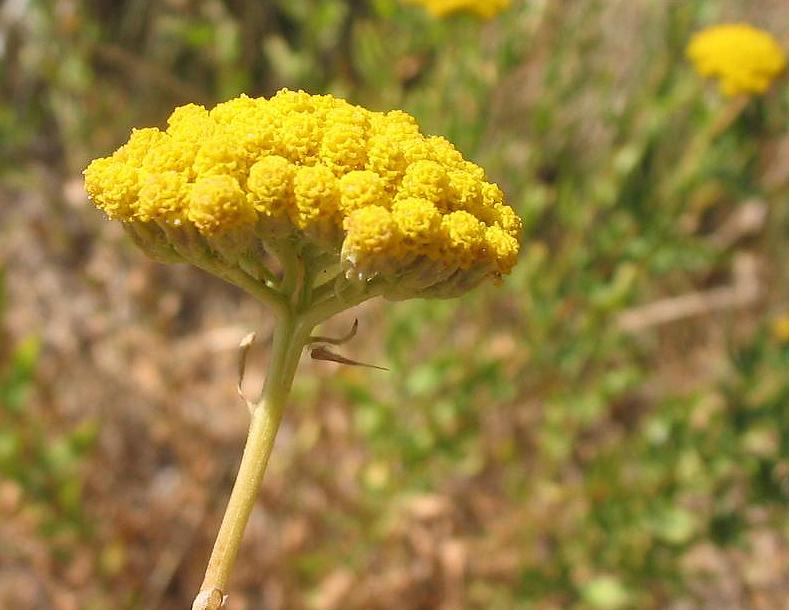
Corimbo de capítulos en (Achillea ageratum).